# Sheldon Richardson
Sheldon Adam Richardson (* 29. November 1990 in St. Louis, Missouri) ist ein ehemaliger US-amerikanischer American-Football-Spieler in der National Football League (NFL). Er spielte zuletzt für die Minnesota Vikings als Defensive Tackle. Zuvor spielte er bereits für die New York Jets, die Seattle Seahawks und die Cleveland Browns.

## Karriere

### College
Richardson begann sein Studium am College of the Sequoias in Visalia, Kalifornien, wechselte dann aber an die University of Missouri, für deren Team, die Tigers, er zwei Jahre lang erfolgreich College Football spielte.

### NFL

#### New York Jets

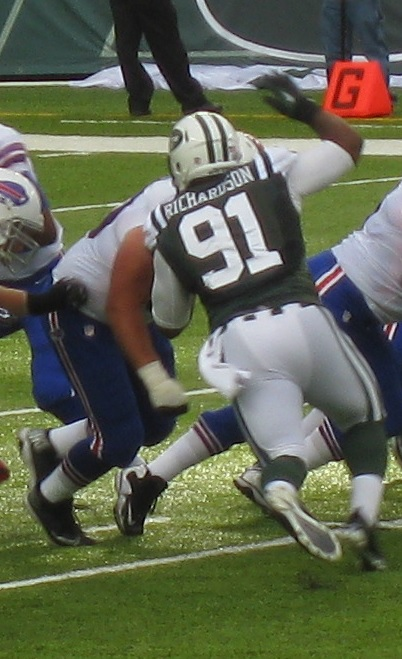
Sheldon Richardson im Spiel gegen die Buffalo Bills, September 2013

Beim NFL Draft 2013 wurde er von den New York Jets in der ersten Runde als insgesamt 13. ausgewählt. Bereits in seinem Rookiejahr kam er in allen Spielen zum Einsatz, mit einer Ausnahme sogar als Starter. Neben seiner angestammten Position in der Defensive Line wurde er in einigen Spielen auch als Fullback eingesetzt und konnte sogar zwei Touchdowns erzielen.
Für seine konstant guten Leistungen wurde er 2014 in den Pro Bowl berufen.
Am 2. Juli 2015 sperrte die NFL Richardson wegen Marihuanamissbrauchs für die ersten vier Spiele der kommenden Saison.

#### Seattle Seahawks
Am 1. September 2017 tauschten die Jets Richardson zu den Seattle Seahawks, um im Gegenzug den Receiver Jermaine Kearse und einen Zweitrundenpick im Draft 2018 zu erhalten.

#### Minnesota Vikings
Am 16. März 2018 unterschrieb Richardson einen Einjahresvertrag bei den Minnesota Vikings, der ihm acht Millionen US-Dollar garantierte und weitere drei Millionen in Form von Bonuszahlungen in Aussicht stellte.

#### Cleveland Browns
Im März 2019 verpflichteten die Cleveland Browns Richardson für drei Jahre. Er erhielt einen Vertrag über 39 Millionen US-Dollar, wovon 21,5 Millionen garantiert sind. Nach zwei Saisons als Stammspieler entließen die Browns Richardson am 16. April 2021.

#### Rückkehr zu den Minnesota Vikings
Am 15. Juni 2021 nahmen die Minnesota Vikings Richardson zum zweiten Mal unter Vertrag.